# Margarida da Baviera-Landshut
Margarida da Baviera (em alemão:  Margarete von Bayern) (Amberg, 7 de novembro de 1456 - Heidelberga, 25 de janeiro de 1501) foi uma princesa da Baviera-Landshut, membro da Casa de Wittelsbach e, por casamento, Eleitora do Palatinado.

## Biografia
Margarida era a filha de Luís IX, "o Rico", duque da Bavaria-Landshut (1417–1479) e de Amália da Saxónia (1436-1501)|, filha do Eleitor Frederico II da Saxónia.
Em 1474 ela casou, numa cerimónia grandiosa, em Amberg (o chamado Casamento de Amberg) com o futuro Eleitor Palatino, Filipe, o Justo (1448–1508).  Ele recusara diversas candidatas a noivas, tal como Maria de Borgonha e Ana, herdeira do condado de Katzenelnbogen. Mais do que 1.000 convidados estiveram presentes no casamento, incluindo 14 príncipes reinantes. Grandes quantidades de comida foram consumidas, para além dos 110.000 litros de vinho bem como 10.000 galinhas.
Dois anos depois do casamento, Filipe torna-se Eleitor do Palatinado. Em 1482 Margarida deixa Heidelberga, fugindo da peste, indo para o castelo de Winzingen, onde deu à luz Frederico, que, mais tarde, viria a ser Frederico II, Eleitor Palatino.
Graças à sua mulher, Filipe tinha uma boa relação com o cunhado (irmão de Margarida), o Duque Jorge da Baviera-Landshut, o Rico. Essa amizade foi selada, em 1499, pelo casamento da filha de Jorge, Isabel da Baviera-Landshut, com o primo, Ruperto do Palatinado (filho de Filipe e Margarida). Esta aliança dinástica foi o ponto de partida para cooperação política e militar entre a Baviera-Landshut e o Palatinado.. Jorge, que não tivera filhos varões, acaba por legar o seu estado à filha e ao genro (que também era seu sobrinho), o que acaba por originar a Guerra da Sucessão de Landshut.

## Casamento e descendência
Do seu casamento com o Eleitor Filipe do Palatinado, Margarida teve 14 filhos. A saber:
1. Luís V (Ludwig) (1478–1544);
2. Filipe (Philip) (1480–1541), Bispo de Frisinga (1498–1541) e de Naumburg (1517–41);
3. Ruperto (Ruprecht) (1481–1504), Bispo de Frisinga (1495–1498), casou com a prima Isabel, Duquesa da Baviera-Landshut, com geração;
4. Frederico II (Friedrich) (1482–1556);
5. Isabel (Elisabeth) (1483–1522), casou com Guilherme III, Conde de Hesse; casou em segundas núpcias com Filipe I, Marquês de Bade;
6. Jorge (Georg) (1486 –1529), Príncipe-Bispo de Speyer (1515–1529);
7. Henrique (Heinrich) (1487–1552), Bispo de Utreque (1523–1529) e Bispo de Frisinga (1541–1552), Bispo de Worms (1523–1552);
8. João III (Johann) (1488–1538), Bispo de Ratisbona (1507–1538);
9. Amália (Amalie) (1490–1524), casou com o duque Jorge I da Pomerânia-Wolgast;
10. Bárbara (Barbara) (1491–1505);
11. Helena (Helene) (1493–1524), casou com o duque Henrique V do Mecklenburgo-Schwerin.
12. Wolfgang (Wolfgang) (1494–1558), duque do Palatinado-Neumarkt;
13. Otão Henrique (Otto Heinrich) (1496–1496);
14. Catarina (Katharina) (1499–1526), abadessa.